# Rheinhausen, Baden-Württemberg
Rheinhausen, Baden-Württemberg är en kommun och ort i Landkreis Emmendingen i regionen Südlicher Oberrhein i Regierungsbezirk Freiburg i förbundslandet Baden-Württemberg i Tyskland. 
Kommunen bildades 1 maj 1972 genom en sammanslagning av kommunerna Niederhausen och Oberhausen.
Kommunen ingår i kommunalförbundet Kenzingen-Herbolzheim tillsammans med städerna Herbolzheim och Kenzingen och kommunen Weisweil.